# Petrer
Petrer è un comune spagnolo situato nella comunità autonoma Valenciana.